# Бондаренко, Евгений Николаевич
Евгений Николаевич Бондаренко — советский хозяйственный, государственный и политический деятель.

## Биография
Родился в 1924 году в Твери. Член КПСС.
Участник Великой Отечественной войны в составе 58-й инженерно-саперной бригады
В 1968—1974 — первый секретарь Серпуховского горкома КПСС.
В 1974—1977 — заведующий отделом международных связей Московского обкома КПСС.
В 1977—1984 — заведующий отделом агитации и пропаганды Московского обкома КПСС.
С 1984 — персональный пенсионер союзного значения
Делегат XXIV съезда КПСС.
Умер после 1984 года.

## Награды
- Орден Дружбы народов (14.11.1980)